# Alessandro Farnese (1635-1689)
 For alternative betydninger, se Alessandro Farnese. (Se også artikler, som begynder med Alessandro Farnese)
Alessandro Farnese, også kendt som Alessandro di Odoardo, (10. januar 1635 – 18. februar 1689) var en italiensk militærleder, der var statholder i De Spanske Nederlande fra 1678 til 1682.

## Biografi
Alessandro Farnese blev født som prins af Parma i Norditalien. Han tilhørte slægten Farnese og var søn af hertug Odoardo Farnese, 5. hertug af Parma i hans ægteskab med Margherita de' Medici. Han var lillebror til hertug Ranuccio 2. Farnese af Parma.
Alessandro Farnese blev først general i Republikken Venedigs hær, og senere admiral i den spanske flåde. Han blev statholder i De Spanske Nederlande efter Den fransk-hollandske krig, hvor han var den spanske konges statholder fra 1678 til 1682.
Han døde 54 år gammel i Madrid i 1689.